# مایک سرنوویچ
مایک سرنوویچ (انگلیسی: Mike Cernovich؛ زادهٔ ۱۷ نوامبر ۱۹۷۷) چهره رسانه‌اجتماعی، نویسنده و تئوری توطئه‌پرداز آمریکایی است. او که معمولاً به عنوان بخشی از راست افراطی توصیف می‌شود، خود را «راست نو» و یک «ملی‌گرای آمریکایی» توصیف می‌کند
سایت دینجر اند پلی سرنوویچ در سال ۲۰۱۲ شروع به کار کرده و بیشتر به خاطر محتوای خودیاری اش معروف بود. به هر روی در جریان انتخابات ریاست‌جمهوری ۲۰۱۶ ایالات متحده آمریکا بیشتر بر نظرات حامی، کمپین دونالد ترامپ و ضد هیلاری کلینتون متمرکز شد. سرنوویچ به تناوب به ترویج مطالب نادرست و تئوری‌های توطئه نظیر مبتلا بودن کلینتون به بیماری‌های کشنده می‌پردازد.
او هم‌اکنون با همسر دوم خود شانا که از والدینی ایرانی و مسلمان سکولار متولد شده زندگی می می‌کند.